# بوئینگ مدل ۴۲
بوئینگ مدل ۴۲ (به انگلیسی: Boeing Model 42) یک هواپیمای ساختِ بوئینگ در کشور ایالات متحده آمریکا است. این هواپیما در ۶ فوریه ۱۹۲۵ میلادی نخستین پرواز خود را انجام داد.